# ゲット・アップ・ルーシー
「ゲット・アップ・ルーシー」（Get Up Lucy）は、日本のロックバンド、thee michelle gun elephantの5thシングル。1997年8月1日、日本コロムビアより発売。

## 解説
- 前作より3か月ぶりのシングル。マキシシングル形態での発売となった。
- 前作の「カルチャー」同様、シングル収録曲全てがベスト・アルバム『RUMBLE』に収録されている。
- 初回限定ジャケット+ピクチャーレーベル仕様。

## 収録曲
1. ゲット・アップ・ルーシー Get up Lucy (4:47)
2. スピーカー speaker (3:01)
3. スパイダー スパイダー spider spider (1:33)
インスト曲
4. 深く潜れ dive in blue (4:03)
NHK総合『深く潜れ〜八犬伝2001〜』挿入歌

全作詞：チバユウスケ、作曲・編曲：thee michelle gun elephant